# 道士冠岛
道士冠岛位于台州市路桥区境内，因该岛山形似“道士”之帽，故名道士冠。东靠黄礁岛。全岛多草皮山。该岛最高处157.4米，东边陡峭，西面平缓，大岙里和东山头两处可停靠船舶。